# 27169 Annelabruzzo
27169 Annelabruzzo è un asteroide della fascia principale. Scoperto nel 1999, presenta un'orbita caratterizzata da un semiasse maggiore pari a 2,9917659 au e da un'eccentricità di 0,0936521, inclinata di 11,81547° rispetto all'eclittica.